# ニケリ
ニケリ（ロシア語: Никель 、フィンランド語: Nikkeli）は、ロシアのムルマンスク州ペチェングスキー地区にある都市型集落である。ペチェングスキー地区の行政の中心であり、クエツヤルヴィ湖の畔にある。州の中部、ムルマンスクの北西196キロメートル（122マイル）、欧州自動車道路E105号線のノルウェー国境から7キロメートル（4.3マイル）に位置する。人口は 9519人 (2023年）。地名のニケリはニッケルを意味する。